# Coppa del Mondo di combinata nordica 2005
La Coppa del Mondo di combinata nordica 2005, ventiduesima edizione della manifestazione organizzata dalla Federazione Internazionale Sci, ebbe inizio il 27 novembre 2004 a Kuusamo, in Finlandia, e si concluse il 13 marzo 2005 a Oslo, in Norvegia.
Furono disputate 18 delle 20 gare previste, in 11 diverse località: 8 individuali Gundersen, 8 sprint, 1 a partenza in linea, 1 a squadre; 3 gare si svolsero su trampolino normale, 15 su trampolino lungo. Nel corso della stagione si tennero a Oberstdorf i Campionati mondiali di sci nordico 2005, non validi ai fini della Coppa del Mondo, il cui calendario contemplò dunque un'interruzione nel mese di febbraio.
Il finlandese Hannu Manninen si aggiudicò sia la coppa di cristallo, il trofeo assegnato al vincitore della classifica generale, sia la Coppa di sprint, sia il Warsteiner Grand Prix. Manninen era il detentore uscente della Coppa generale.

## Risultati
| Data                  | Località         | Nazione   | Trampolino                  | Spec.        | Primo                                                 | Secondo                                                     | Terzo                                            |
| --------------------- | ---------------- | --------- | --------------------------- | ------------ | ----------------------------------------------------- | ----------------------------------------------------------- | ------------------------------------------------ |
| 27 novembre 2004      | Kuusamo          | Finlandia | Rukatunturi HS142           | IN LH/15 km  | Ronny Ackermann                                       | Hannu Manninen                                              | Todd Lodwick                                     |
| 28 novembre 2004      | Kuusamo          | Finlandia | Rukatunturi HS142           | SP LH/7,5 km | Hannu Manninen                                        | Todd Lodwick                                                | Ronny Ackermann                                  |
| 4 dicembre 2004       | Trondheim        | Norvegia  | Granåsen HS131              | IN LH/15 km  | Ronny Ackermann                                       | Hannu Manninen                                              | Felix Gottwald                                   |
| 5 dicembre 2004       | Trondheim        | Norvegia  | Granåsen HS131              | T LH/3x5 km  | annullata                                             | annullata                                                   | annullata                                        |
| 5 dicembre 2004       | Trondheim        | Norvegia  | Granåsen HS131              | SP LH/7,5 km | Ronny Ackermann                                       | Michael Gruber                                              | Johnny Spillane                                  |
| Warsteiner Grand Prix |                  |           |                             |              |                                                       |                                                             |                                                  |
| 30 dicembre 2004      | Oberhof          | Germania  | Hans Renner HS140           | IN LH/15 km  | Hannu Manninen                                        | Ronny Ackermann                                             | Felix Gottwald                                   |
| 2 gennaio 2005        | Ruhpolding       | Germania  | Große Zirmbergschanze HS128 | SP LH/7,5 km | Ronny Ackermann                                       | Todd Lodwick                                                | Hannu Manninen                                   |
| 6 gennaio 2005        | Schonach         | Germania  | Langenwaldschanze HS96      | IN NH/15 km  | Hannu Manninen                                        | Mario Stecher                                               | Daito Takahashi                                  |
| 8 gennaio 2005        | Seefeld in Tirol | Austria   | Toni Seelos HS100           | SP NH/7,5 km | Hannu Manninen                                        | Ronny Ackermann                                             | Ladislav Rygl                                    |
| 9 gennaio 2005        | Seefeld in Tirol | Austria   | Toni Seelos HS100           | IN NH/15 km  | Hannu Manninen                                        | Felix Gottwald                                              | Ronny Ackermann                                  |
| 22 gennaio 2005       | Liberec          | Rep. Ceca | Ještěd HS134                | SP LH/7,5 km | annullata                                             | annullata                                                   | annullata                                        |
| 23 gennaio 2005       | Liberec          | Rep. Ceca | Ještěd HS134                | SP LH/7,5 km | Hannu Manninen                                        | Kristian Hammer                                             | Todd Lodwick                                     |
| 29 gennaio 2005       | Sapporo          | Giappone  | Ōkurayama HS134             | MS LH/10 km  | Hannu Manninen                                        | Ronny Ackermann                                             | Magnus Moan                                      |
| 30 gennaio 2005       | Sapporo          | Giappone  | Ōkurayama HS134             | IN LH/15 km  | Hannu Manninen                                        | Daito Takahashi                                             | Anssi Koivuranta                                 |
| 11 febbraio 2005      | Pragelato        | Italia    | Stadio del Trampolino HS140 | T LH/3x5 km  | Finlandia Antti Kuisma Jouni Kaitainen Hannu Manninen | Germania I Sebastian Haseney Georg Hettich Björn Kircheisen | Svizzera Andreas Hurschler Jan Schmid Ronny Heer |
| 12 febbraio 2005      | Pragelato        | Italia    | Stadio del Trampolino HS140 | SP LH/7,5 km | Felix Gottwald                                        | Hannu Manninen                                              | Björn Kircheisen                                 |
| 4 marzo 2005          | Lahti            | Finlandia | Salpausselkä HS130          | SP LH/7,5 km | Hannu Manninen                                        | Björn Kircheisen                                            | Ronny Ackermann                                  |
| 5 marzo 2005          | Lahti            | Finlandia | Salpausselkä HS130          | IN LH/15 km  | Björn Kircheisen                                      | Ronny Ackermann                                             | Hannu Manninen                                   |
| 12 marzo 2005         | Oslo             | Norvegia  | Holmenkollen HS128          | IN LH/15 km  | Magnus Moan                                           | Hannu Manninen                                              | Ronny Ackermann                                  |
| 13 marzo 2005         | Oslo             | Norvegia  | Holmenkollen HS128          | SP LH/7,5 km | Hannu Manninen                                        | Magnus Moan                                                 | Ronny Ackermann                                  |

Legenda:

IN = individuale Gundersen

SP = sprint

MS = partenza in linea

T = gara a squadre

NH = trampolino normale

LH = trampolino lungo

## Classifiche

### Generale
| Pos. | Nome             | Nazione     | Punti |
| ---- | ---------------- | ----------- | ----- |
| 1    | Hannu Manninen   | Finlandia   | 1466  |
| 2    | Ronny Ackermann  | Germania    | 1070  |
| 3    | Felix Gottwald   | Austria     | 677   |
| 4    | Todd Lodwick     | Stati Uniti | 668   |
| 5    | Magnus Moan      | Norvegia    | 577   |
| 6    | Björn Kircheisen | Germania    | 571   |
| 7    | Petter Tande     | Norvegia    | 505   |
| 8    | Daito Takahashi  | Giappone    | 468   |
| 9    | Christoph Bieler | Austria     | 454   |
| 10   | Mario Stecher    | Austria     | 412   |

### Sprint
| Pos. | Nome            | Nazione     | Punti |
| ---- | --------------- | ----------- | ----- |
| 1    | Hannu Manninen  | Finlandia   | 666   |
| 2    | Ronny Ackermann | Germania    | 484   |
| 3    | Todd Lodwick    | Stati Uniti | 377   |
| 4    | Felix Gottwald  | Austria     | 361   |
| 5    | Magnus Moan     | Norvegia    | 276   |

### Warsteiner Grand Prix
| Pos. | Nome            | Nazione     | Punti |
| ---- | --------------- | ----------- | ----- |
| 1    | Hannu Manninen  | Finlandia   | 260   |
| 2    | Ronny Ackermann | Germania    | 180   |
| 3    | Felix Gottwald  | Austria     | 145   |
|      | Todd Lodwick    | Stati Uniti | 145   |
| 5    | Petter Tande    | Norvegia    | 140   |

### Nazioni
| Pos. | Nazione     | Punti |
| ---- | ----------- | ----- |
| 1    | Germania    | 2587  |
| 2    | Finlandia   | 2412  |
| 3    | Austria     | 2098  |
| 4    | Norvegia    | 1950  |
| 5    | Stati Uniti | 1166  |